# لیگ برتر فوتبال لهستان
 لیگ برتر فوتبال لهستان (به لهستانی: Ekstraklasa w piłce nożnej) معتبرترین لیگ فوتبال در کشور لهستان است که از سال ۱۹۲۷ تاکنون برگزار می‌شود. این لیگ از ۱۶ تیم که از سراسر کشور لهستان در آن شرکت می‌کنند برگزار می‌شود.
باشگاه فوتبال ویسوا کراکوف و باشگاه فوتبال گورنیک زابژه با ۱۴ قهرمانی پرافتخارترین تیم این سری مسابقات به حساب می‌آید.

## پرافتخارترین باشگاه‌ها
| باشگاه       | قهرمانی |
| ------------ | ------- |
| ویسوا کراکوف | ۱۴      |
| گورنیک زابژه | ۱۴      |
| روخ خوژوف    | ۱۳      |
| لگیا ورشو    | ۸       |
| لخ پوزنان    | ۶       |